# اندیس چک چکو
چک چکو یک اندیس فلزی است که در حوالی شهر اردکان استان یزد قرار دارد و مادهٔ معدنی موجود در آن، سرب و روی است.